# Данчиміст
Данчимі́ст — село в Україні, у Рівненському районі Рівненської області. До 2017 року відносилось до Мирненської сільської ради [Архівовано 20 квітня 2019 у Wayback Machine.]. З 2017 року у складі Малолюбашанської сільської громади. Населення становить 537 осіб.
Навколо села розташовані урочища, де колись було по декілька хат хутірських поселень. Це: Лази — 0,4 км на південь; Жолобок — 0,6 км на південь; Глинище — 0,5 км на південний схід; Язвина — 1,8 км на південний схід; Купля — 2,6 км на південний схід; Кругла — 0,3 км на південний захід; Ляшівщина — 0,4 км на схід.

## Легенди про назву села
Жив колись тут багатий пан. Він мав дочку незвичайної краси на ймення Данка. Дівчині забажалося, щоб батько побудував через глибокий рів місток, який з'єднав би два сусідніх села. Поміщик виконав волю дочки. На честь панночки назвали міст Данчин.

## Село в роки війни
Німці в селі не жили, але підтримували зв'язок з селом через сільраду. Першим головою сільради був тоді Басюк Аркадій Семенович, фінагент — його брат Іван.
Чоловіки із села добровільно ішли в німецьку міліцію.
В «чистий четвер» 1943 року німці оточили село. Всіх людей зігнали в кар'єр за селом. На сходці німець зачитав список жителів села, 16 чоловік, яким потрібно було вийти наперед. Їх забрали і повезли в Костопіль, їх було вбито біля Костополя.
У лісі жили члени УПА: Басюк Євтух Степанович. Басюк Матвій Степанович. Басюк Тиміш Федорович, Гаврилюк Лук'ян Іванович, Максимчух Федір Васильович.
Усіх їх вбили радянські диверсанти — так звані партизани, окрім Кожушка Ульяна Трохимовича.

## Спалення села
Це було в жнива 1943 року. Жителі села в основному в цей час жили в лісі в криївках. Там із ними була і худоба. Люди до хат приходили тільки вночі. В селі майже нікого не було. Полум'я охопило довгу вулицю від Ляшівщини до Печалівки. Німці спалили село. Із всіх хат залишилась лише школа (там висів портрет Гітлера), клуні Назаренка Миколи і Вармана Йовхима.

## ЖертвиНКВС
В лісі за селом жила сім'я Гаврилюків. Однієї ночі до них попросилися переночувати невідомі люди. Вночі хазяїн подивився в їхню валізу і побачив там пістолет і ризу священика. Хазяїн, Гаврилюк Опанас, вранці пішов у Костопіль в НКВС і заявив про це. Начальником НКВС був Воронін. Через тиждень Опанас побачив своїх гостей у Березному і знову заявив про це. Через деякий час його знову було викликано в НКВС на розмову. Виявилось, що Воронін і батюшка з Березного — товариші. Страшна доля чекала цю сім'ю. Вночі їх було вирізано: дружину Опанаса, дочку Ганну і сина Василя. Опанас і син Аркадій утекли через вікно. На тому місці зараз поставлено хрест з написом.
14 січня 1944 року село було визволене від німецьких загарбників. В ніч з 14 на 15 січня тривали бої. З приходом радянських військ почалась масова мобілізація чоловіків у діючу армію.

## Народні умільці села
Як зазвичай у гарному і працьовитому селі проживають і гарні працьовиті люди так і в селі Данчиміст є народні умільці, майстри декоративно-ужиткового мистецтва. Вишивальниці: Борейчук Людмила, Кожушок Людмила. Майстер лозоплетіння Микитенко Василь Григорович. Художники-аматори Максимчук Володимир, Котелюк Надія.

## Духовне відродження

### Минуле церкви
Припускаємо, що будівництво було завершене наприкінці 18 століття. Книги, які чудом збереглися у Вармана Юхима Назаровича, датовані 696-м роком — Євангеліє службове велике, Євангеліє мале требне — 1677 рік (іюлій місяць), Апостол — 1682 рік, требник — 1679 рік, дають підстави стверджувати, що церква збудована була наприкінці 18 століття.
Свого настоятеля в селі ніколи не було. Правили в церкві священики з інших приходів: отці Іван, Павло з Яблуного, отець Сидір з Мирного. Хресним ходом ходили навколо церкви ще в 1953 році, стверджують очевидці.
В 1960 році в храмі уже не правили зовсім. Тому згодом були зняті із дзвіниці дзвони Фесюком Федором Марковичем, Варманом Юхимом Назаровичем, вони закопали їх. Коли настало відносне затишшя, чоловіки викопали їх, щоб перевірить чи не ушкоджені. Тоді ж дзвони забрали, ці люди стверджують, що в районний музей. На жаль, звідти вони безслідно щезли. Спростовують цю інформацію і в музеї. Дзвони були добротні і значні, бо майстер Лейман, німець, заварював тріщину. Робота була виконана дуже тонко, що звучання не змінилося і після ремонту.

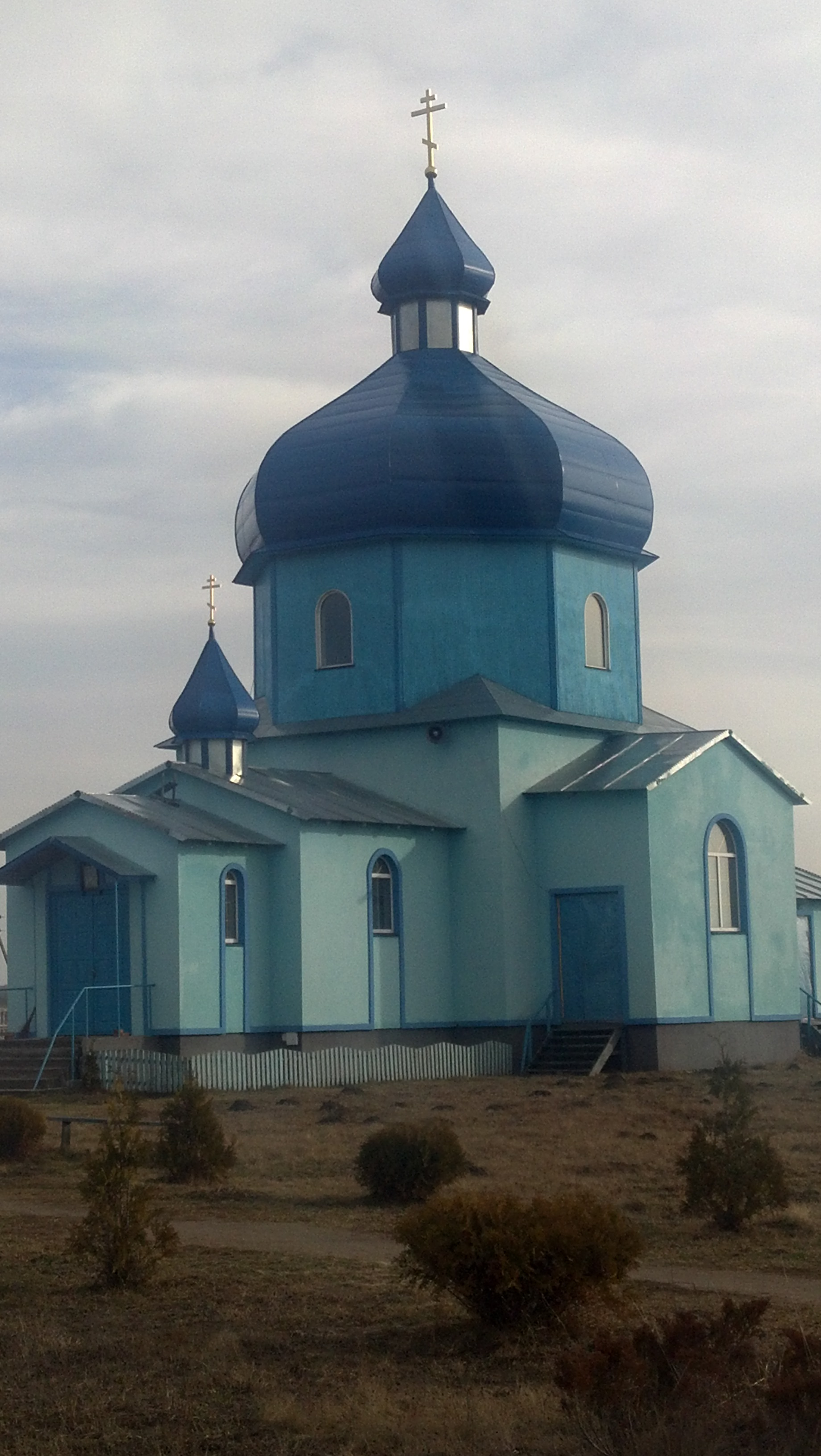
Свято-Михайлівська церква с. Данчиміст, Костопільського району, Рівненської області

Демонтували церкву в 1980 році.

### Відбудова церкви.
Громада села звернулася до отця Сергія, настоятеля Мирненської Свято-Миколаївської церкви, поклопотатися перед єпископом Сарненським і Поліським Анатолієм про початок будівництва. Сільська рада виділила ділянку під забудову уже в межах села. Урочисто в серпні 2003 року було закладено капсулу і камінь, що ознаменувало про початок роботи. Активісти села подбали про те, щоб сільська рада виділила приміщення для тимчасового храму. Колишні дитячі ясла, частину яких зараз займає фельдшерсько-акушерський пункт, і стали цим приміщенням. З червня 2005 року настоятелем Свято-Михайлівського храму було призначено ієрея Михайла (Петрина Михайло Іванович). Придбано багато церковної утварі: 12 мшей (щомісячна), Апостол, Псалтир, требники, Тріоди посну і Великодню, хрест, кадило. Багато жертвують на храм і прихожани села та інших сіл: ікони, ризи, стопу Божої Матері. Восени 2006 року розпочато укріплення фундаменту. В 2010 році закінчили будівництво храму, 21 листопада відбулося освячення церкви єпископом Сарненським і Поліським Анатолієм. Довжина церкви — 19,5 м, висота — 21,75 м, ширина — 1З м, хрестоподібної форми. Окремо розпочато будівництво дзвіниці. З 2012 року настоятелем Свято-Михайлівського храму призначено отця Леоніда (Ющук Леонід Петрович). Церква знаходиться під патронатом московського патріархату, через що більшість жителів змушені відвідувати церкви в інших населених пунктах. 

## Освіта
Перша школа в селі була заснована у 1932 році.
У 1938 році всі німці виїхали з села і школу було перенесено в інше приміщення. Це будинок, який на даний час належить сім'ї Антонців. Ця школа була початковою.
Велось навчання польською мовою; вчителями були поляки та місцевий священик.
У 1939 році, з приходом Червоної Армії, поляки почали виїжджати. Під час війни школа продовжувала функціонувати, хоча й недовго. Навчання велося німецькою мовою. Після війни школу було перенесено на місце теперішньої бригади.
У 1948 році розпочалося будівництво теперішньої школи. У 1950 році будівництво було завершено. До цього часу школа також була початковою. Першою вчителькою була Антонець Ольга Федосіївна. Перший директор — П'ятиріченко Петро Михайлович. Поряд з ним працювала його дружина.
У 1952 році розпочалася добудова школи. Директором стала Поліщук Анастасія Йосипівна.
У 1963 році було створено піонерську дружину імені О. Маресьєва. Старшою піонервожатою працювала Надія Андріївна Ярмушко.

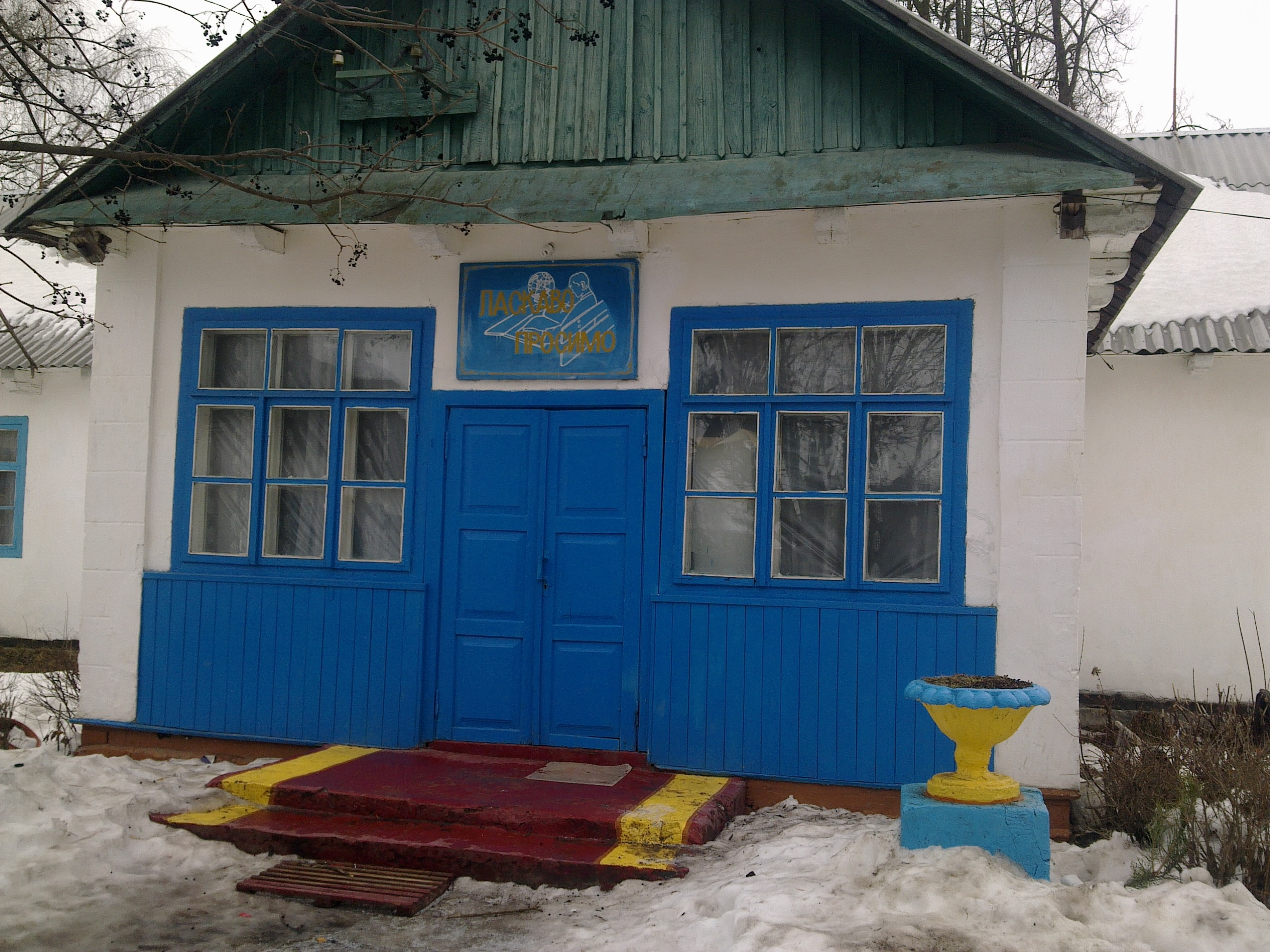
Данчиміська загальноосвітня школа I—II ступенів

У 1955—1956 навчальному році у школу прийшов працювати Харитонюк Іван Опанасович, вчений агроном. Викладав біологію і фізичне виховання.
У 1956—1957 навчальних роках почали добудовувати школу. Будівництво давалось важко, працювали навіть діти й учителі.
У 1983 році директором школи став Олексійчук Сергій Володимирович (пропрацював ним 12 років). У 1995 році цю посаду змінив Хилько Михайло Миколайович.
В 2003 році керівництво школою очолила Матвійчук Зінаїда Іванівна.
З 2014 року директором школи працює — Глущенко Микола Володимирович.

## Бібліотека
У селі Данчиміст перша бібліотека з'явилась після війни. Це було у 1945 році. Бібліотека була розміщена у простій сільській хаті. Першим бібліотекарем нашого села був колишній партизан Гроза Григорій Захарович.
У 1952 році була створена шкільна бібліотека. Книжок було дуже мало, основні — дитячі книжки. В основному бібліотекою завідувала піонервожата. У 1960 роки в бібліотеці налічувалося близько 500 книг.
У 1950 році в нашому селі був дільничний — Зарудній. Його жінка працювала бібліотекарем. Тоді бібліотека була в сільському медпункті. Фонд книг налічувався до 1000 книг.
У 1956 році на території колгоспу «Хрущова» в приміщенні контори була велика сільська бібліотека. Вона була розміщена в одній великій кімнаті.
З 1958 року у бібліотеці налічувалося 1200 художніх книг. Також у шкільній бібліотеці був великий фонд підручників для безкоштовного користування. Перші роки, коли бібліотека була розташована у приміщенні школи, діти багато читали і берегли книги.
1960 року було збудовано сільський клуб, у якому було виділено кімнату під приміщення бібліотеки. Це приміщення було дуже велике, яке поділялося на книжкосховище та читальну залу. Тоді бібліотекарем працювала Дробушенко (Фесюк) Ніна Іванівна.

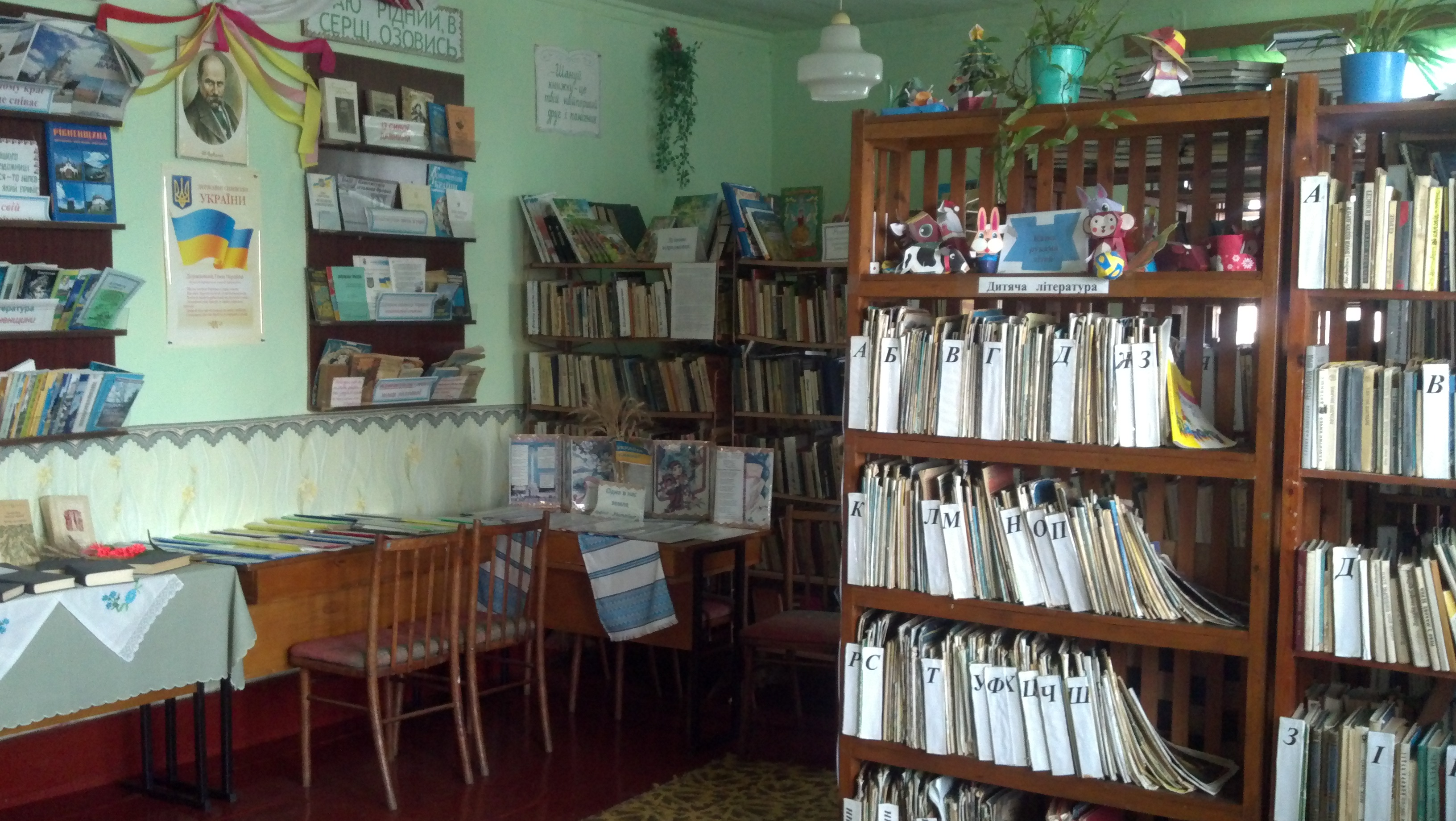
Бібліотека с. Данчиміст, Костопільського району, Рівненської області

У 1998 році було об'єднано шкільну і публічну бібліотеки, і перенесено до приміщення школи. Розміщена в окремій великій класній кімнаті. Книжковий фонд збільшився до 10000. Бібліотекарем працює Мельник Олена Андріївна, вона є продовжувачем справи своєї матері, яка прийшла після навчання працювати бібліотекарем.